# Marc Veasey
Marc Veasey (Fort Worth, 3 gennaio 1971) è un politico statunitense, membro della Camera dei Rappresentanti per lo stato del Texas.

## Biografia
Nato e cresciuto a Fort Worth, Veasey studiò comunicazioni di massa all'università e in seguito lavorò come giornalista sportivo. Per cinque anni lavorò come collaboratore del deputato Martin Frost e in seguito entrò lui stesso in politica con il Partito Democratico.
Nel 2004 venne eletto all'interno della legislatura statale del Texas e fu riconfermato per altri tre mandati nel 2006, nel 2008 e nel 2010.
Nel 2012, in seguito alla ridefinizione dei distretti congressuali, il Texas ottenne dei nuovi seggi alla Camera dei Rappresentanti e Veasey decise di candidarsi per uno di questi. Dopo aver vinto di misura le primarie democratiche, riuscì ad essere eletto deputato sconfiggendo il candidato repubblicano con il 72% dei voti.